# Schmaltzia crenata
Schmaltzia crenata là một loài thực vật có hoa trong họ Đào lộn hột. Loài này được (Mill.) Greene miêu tả khoa học đầu tiên năm 1905.